# Luycks

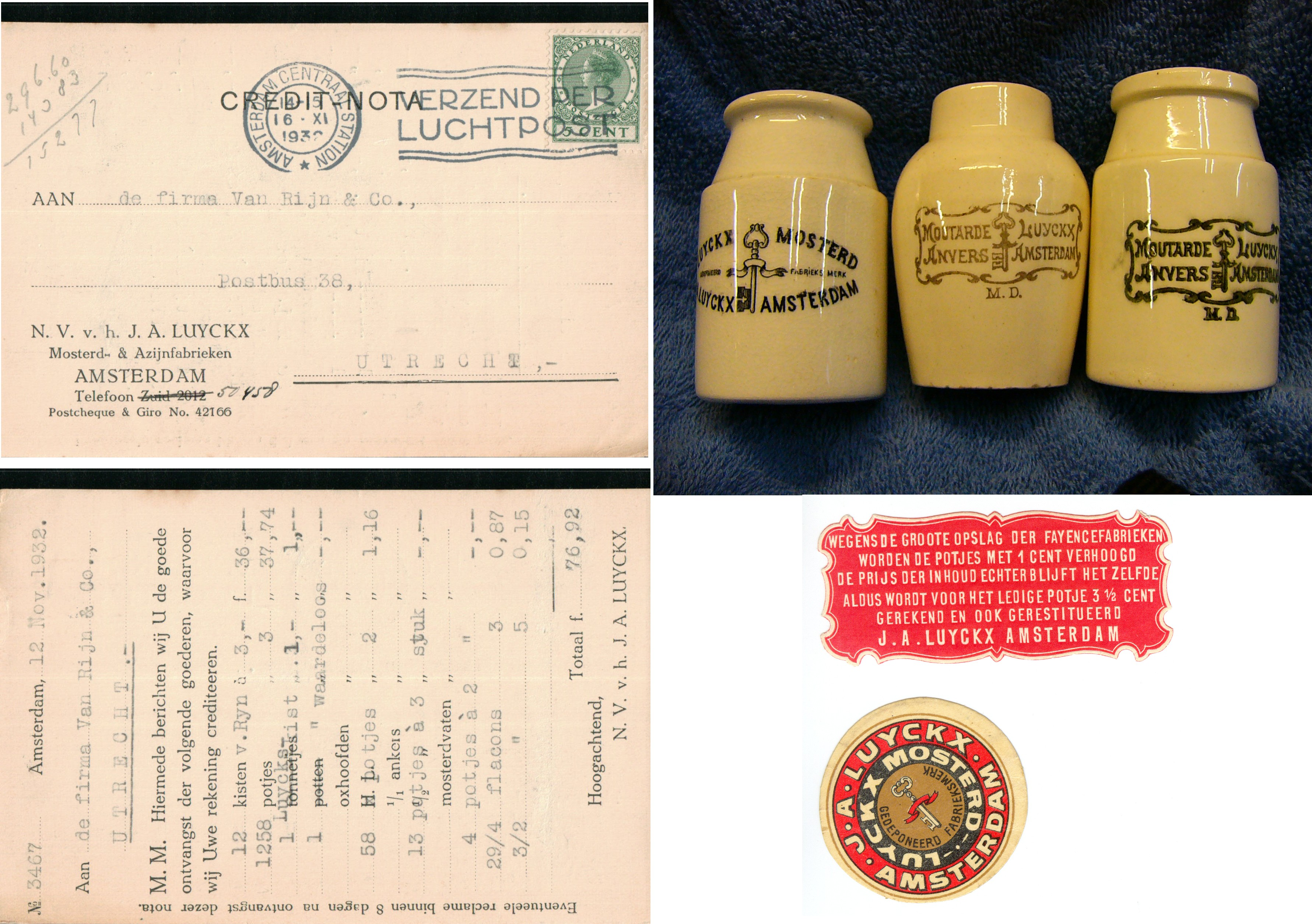
Voor de potjes gold een statiegeld-systeem.

Luycks (aanvankelijk ook Luyckx gespeld) was een Nederlands bedrijf, opgericht in Amsterdam in 1898, dat zure en zuur bevattende waren (condimenten) produceerde:
- azijn,
- tafelzuren: in azijn ingelegde groenten als uien (waaronder Amsterdamse uien), augurken (waaronder zure bommen) etc. en
- tafelsauzen: mosterd, mayonaise etc.

Jan Adriaan Luycks (1875-1951) begon in 1898 als importeur en verkoper van mosterd en werd in 1905 zelf producent.
Het bedrijf is achtereenvolgens op verscheidene plaatsen in Amsterdam en het naburige Diemen gevestigd geweest.
- Locaties in Amsterdam:
  - Van Ostadestraat 187,
  - Rustenburgerstraat 344-350, tot 1927,
  - Overamstelstraat/Weesperzijde 110-116, 1927-1957
- Locatie in Diemen, vanaf 1957:
  - Fabriek bij de Rijksweg A1.

Sinds 1961 werkte een groot aantal mensen met een verstandelijke beperking mee in de fabriek.
In de ochtend van 18 januari 1963 brak een brand uit in de fabriek in Diemen. Het blussen van de brand werd bemoeilijkt door de extreme kou op die dag. Het was de koudste winter in Nederland van de 20e eeuw en de dag is de geschiedenis ingegaan als de datum van de zwaarste Elfstedentocht. Deze dag was een van de koudste dagen in deze winter, er werden temperaturen van -20°C gemeten en het scheepvaartverkeer op de grote rivieren werd geheel gestopt. De vrijwillige brandweerlieden van Diemen en de brandweer van Amsterdam moesten het ijs op de nabijgelegen Weespertrekvaart open hakken om aan bluswater te komen. Het gespoten water bevroor echter onmiddellijk, terwijl de grote hoeveelheden aanwezige slaolie de brand aanwakkerden. De fabriek brandde dan ook geheel af en het duurde drie dagen voor de brand werd bedwongen. Er werkten toen ongeveer 350 mensen in het bedrijf.
In januari 1964 werd een nieuwe fabriek in gebruik genomen. Ernaast stond een bord met de tekst "Hier haalt Abraham de mosterd".
In de zomer, de tijd van de oogst van de augurken, werden ongeveer 150 mensen (vaak vakantiewerk van scholieren en studenten) extra aangenomen, de zogenaamde augurkencampagne.
In 1973, het jaar dat het bedrijf 75 jaar bestond, produceerde Luycks ongeveer 80 procent van de Nederlandse mosterd.
In 1974 verkocht de familie Luycks het bedrijf aan Nutricia. In 1979 hevelde dit concern, via de "sauzenovereenkomst", de productie van tafelsauzen over naar Remia dat van 1974 tot 1979 ook van Nutricia was. Luycks bleef toen nog tafelzuren en kruiden produceren. In 1980 werd het afgeslankte bedrijf verkocht aan de Zuid-Hollandse Conservenfabriek in Noord-Brabant. De naam werd eerst "Luycks-Zuid" en later Sluyck, waarna het te gronde ging, om in 1985 geliquideerd te worden.
Uiteindelijk werd Luycks een merk van de Duitse zuurwarengroep Kühne, die in 1999 ook de vestiging van Uyttewaal in Ter Aar had overgenomen.